# Saint-Georges-de-Rex
Saint-Georges-de-Rex è un comune francese di 407 abitanti situato nel dipartimento delle Deux-Sèvres nella regione della Nuova Aquitania.

## Società

### Evoluzione demografica
Abitanti censiti